# Haworthia cymbiformis
Haworthia cymbiformis är en grästrädsväxtart som först beskrevs av Adrian Hardy Haworth, och fick sitt nu gällande namn av Henri Auguste Duval. Haworthia cymbiformis ingår i släktet Haworthia och familjen grästrädsväxter.

## Underarter
Arten delas in i följande underarter:
- H. c. cymbiformis
- H. c. incurvula
- H. c. obtusa
- H. c. ramosa
- H. c. reddii
- H. c. setulifera
- H. c. transiens

## Bildgalleri

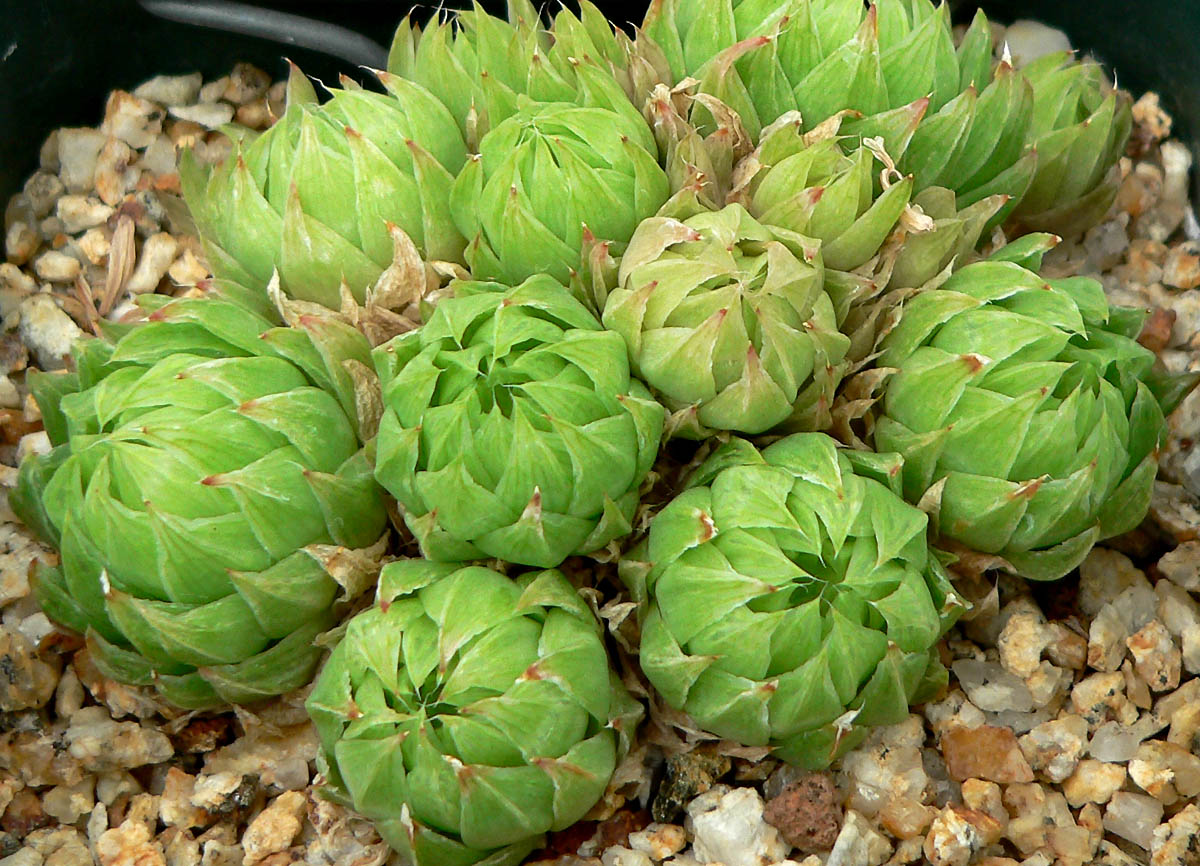
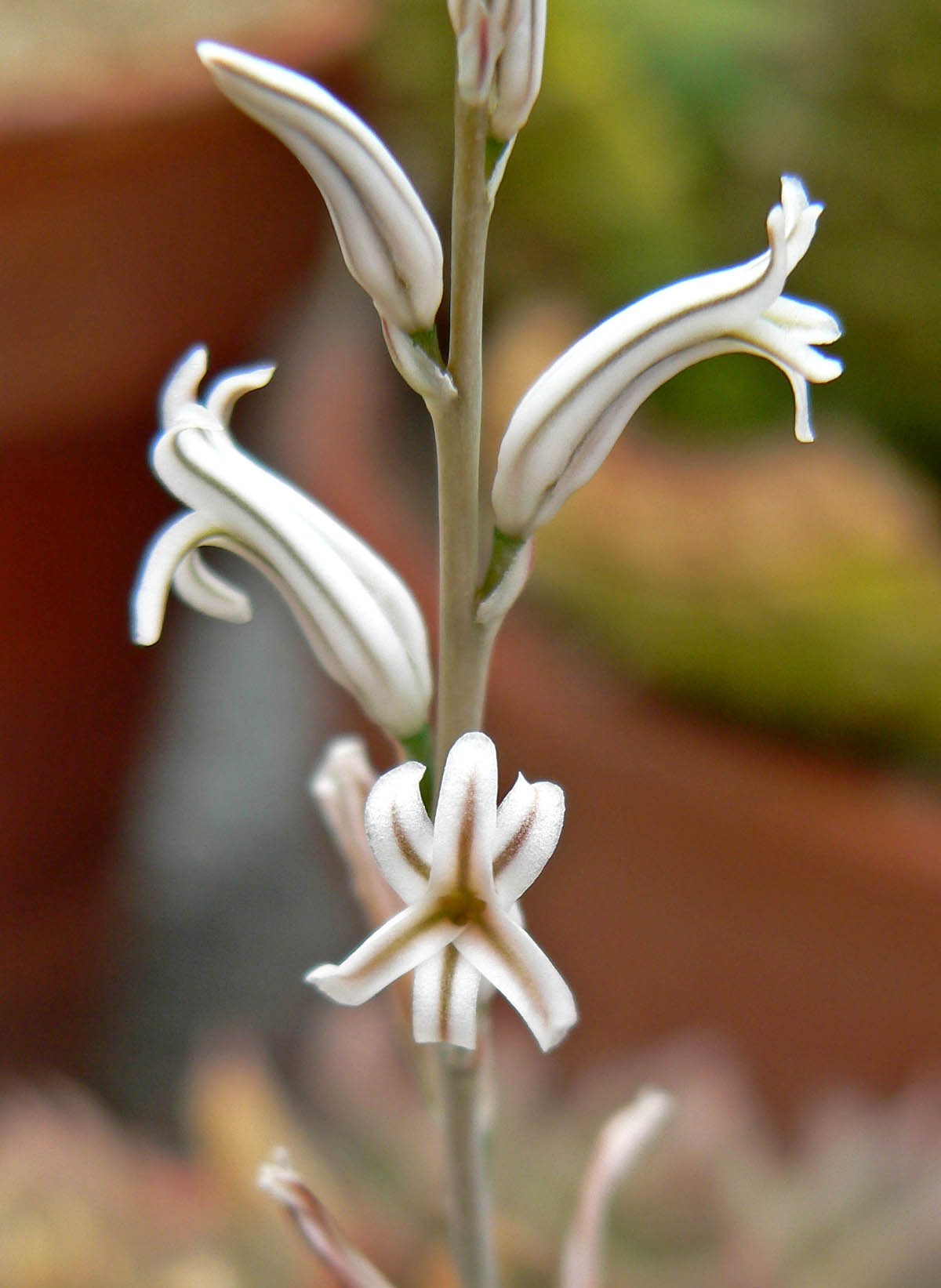
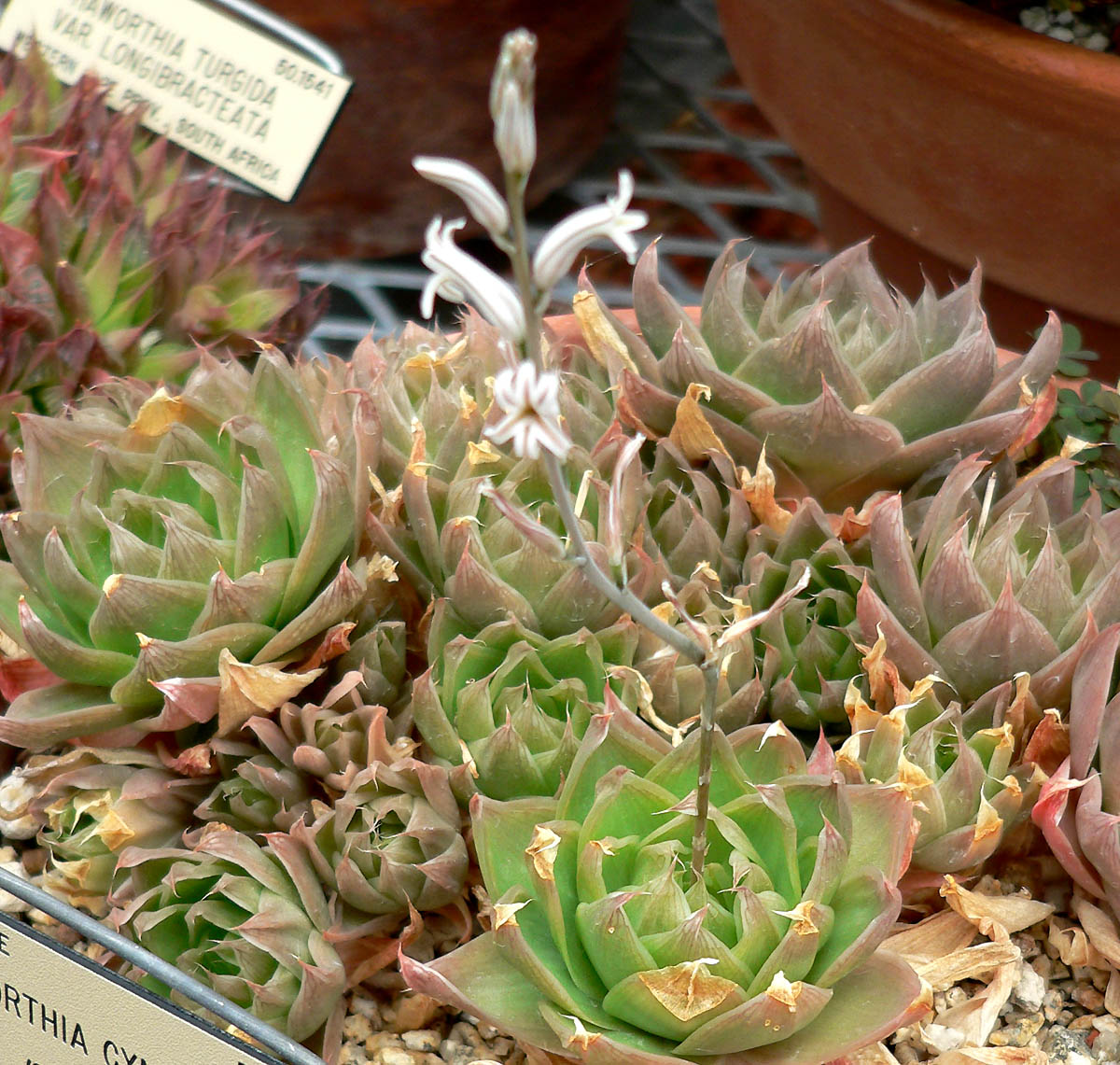
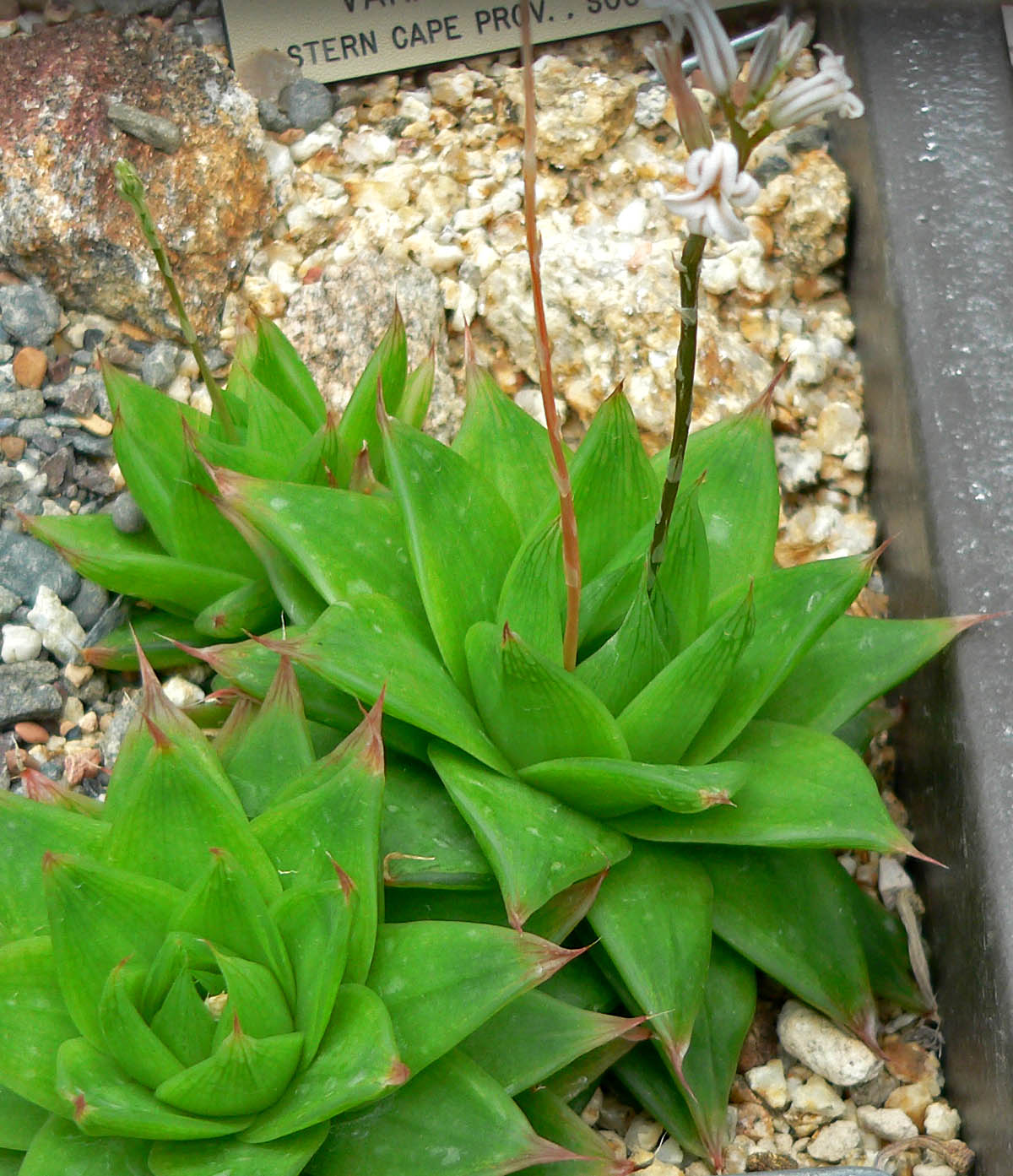
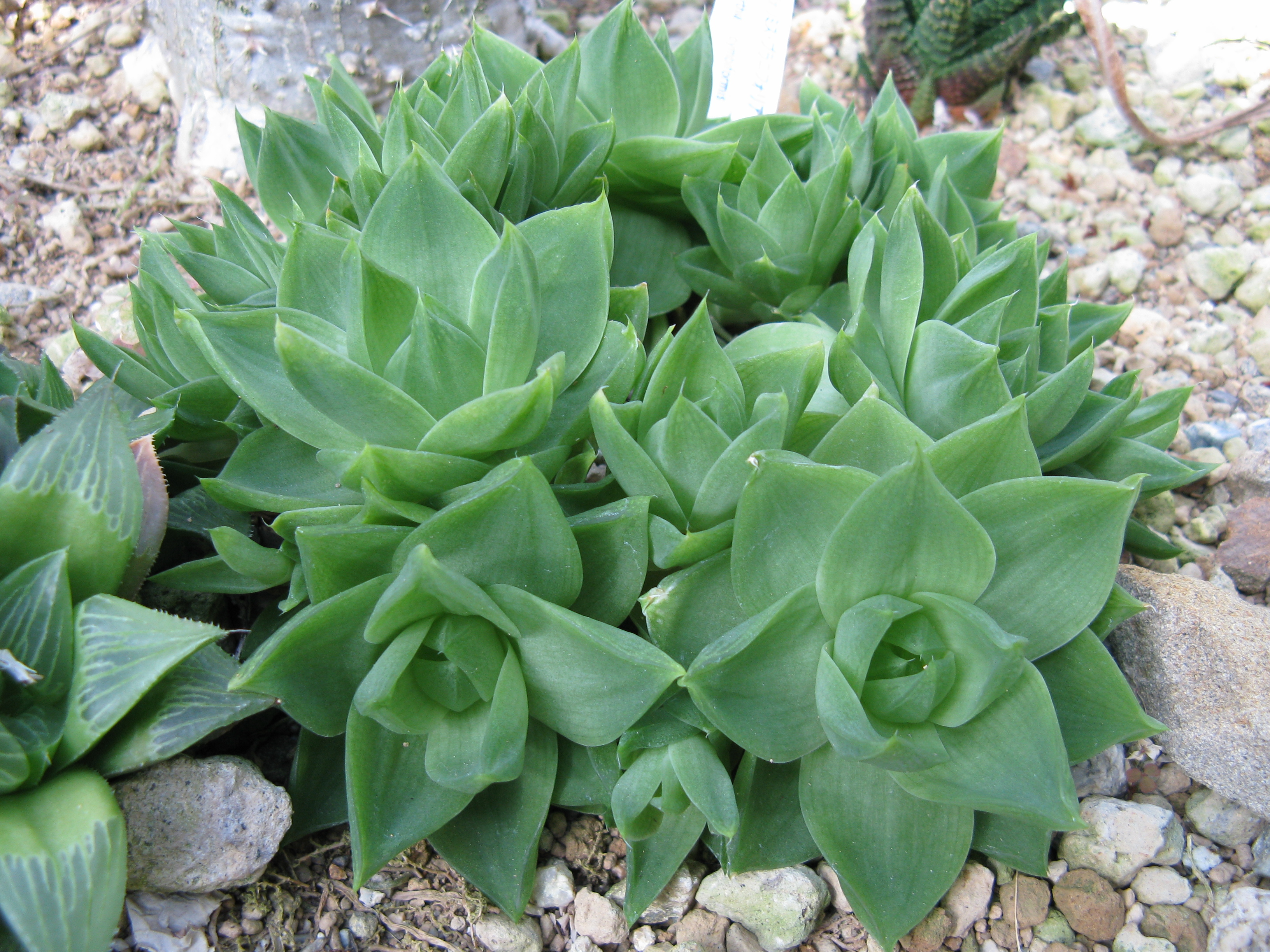
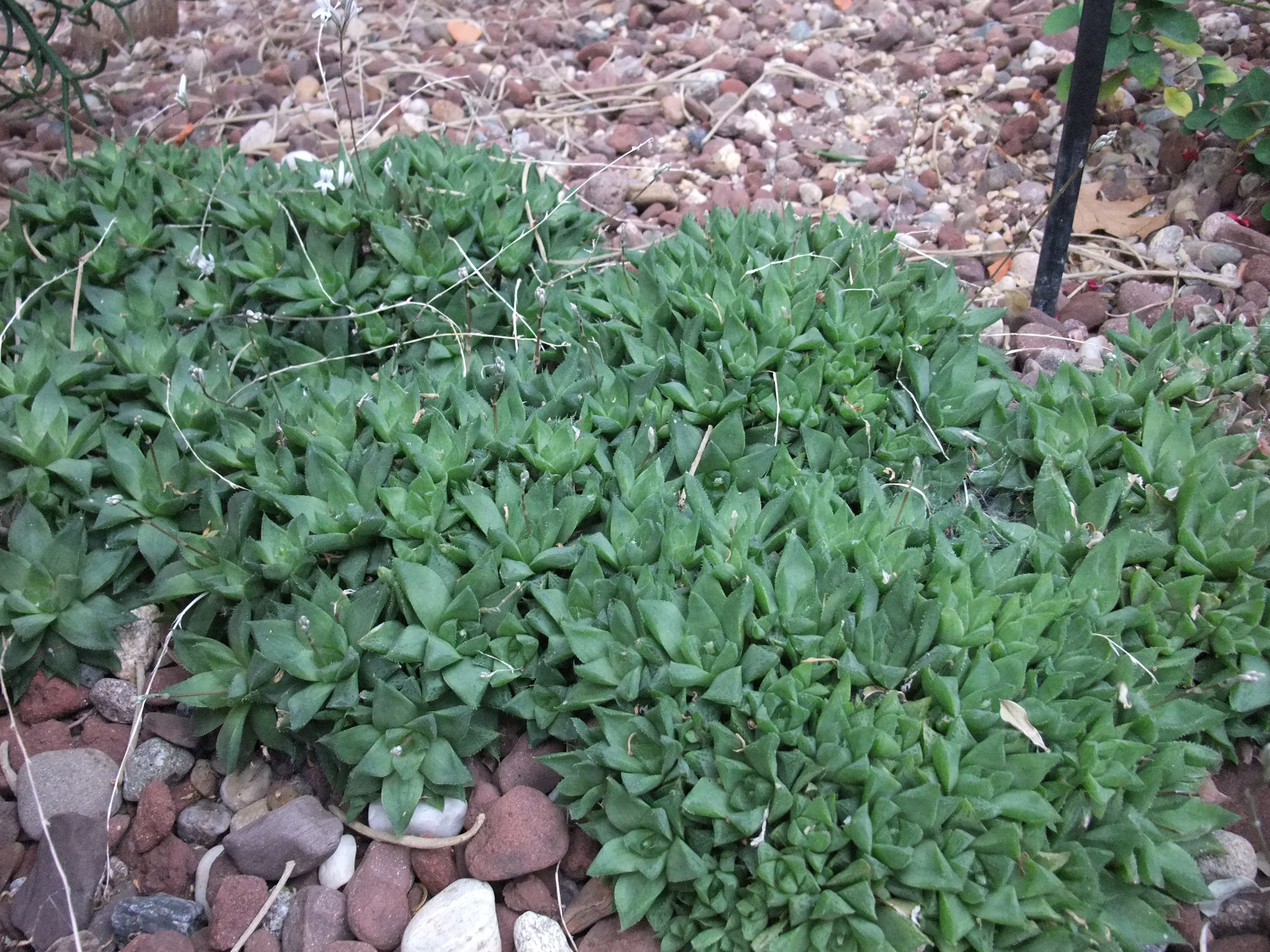